# CASG Paris

Logo

Der Club Athlétique de la Société Générale  oder kurz CASG war ein traditionsreicher französischer Fußballverein in Paris.
Im Jahr 1903 wurde der Betriebssportverein der Großbank Société Générale; deswegen wurde seine Mannschaft auch meist „Die Bankiers“ genannt. 1919 benannte er sich in Club Athlétique des Sports Généraux um.
Die Vereinsfarben waren Blau und Weiß; ab 1907 verfügte der Klub über einen eigenen Sportplatz im Bois de Boulogne, nahe der Porte d’Auteuil und dem Prinzenparkstadion.

## Geschichte

### Bis zum Ersten Weltkrieg
Der Verein trat dem bis dahin einzigen Fußballverband bei, der Union des sociétés françaises de sports athlétiques (USFSA), der ab 1898 einen Championnat de France genannten Landesmeisterwettbewerb durchführte und dem – obwohl es ab 1905 in Frankreich mehrere konkurrierende Verbände gab – auch die meisten anderen Traditionsvereine (z. B. Standard AC, Racing Club de France und Club Français aus Paris, der Le Havre AC, Stade Helvétique Marseille, Olympique Lille, RC Roubaix und US Tourcoing) angehörten.
In der Pariser Meisterschaft, die, wie in anderen Regionen Frankreichs auch, der nationalen Endrunde voranging, machte CASG erstmals 1914 auf sich aufmerksam, als er viele der traditionell starken Konkurrenten in der Landeshauptstadt hinter sich lassen und hinter der AS Française Zweiter werden konnte. In dieser Zeit wurden mit Maurice Mathieu und dem Mittelstürmer Juste Brouzes auch erstmals „Bankiers“ in die Französische Fußballnationalmannschaft berufen.
Während des Ersten Weltkriegs gewannen die Pariser dreimal in Folge (1915 bis 1917) den Landespokal der USFSA und zudem zweimal (1915 und 1917) den Interalliierten-Pokal, an dem auch Soldatenmannschaften aus England und Frankreich teilnahmen. Es ist allerdings festzuhalten, dass aufgrund der Kriegssituation ein erheblicher Teil der französischen Vereine gar nicht oder nur mit stark reduzierter Stammbesetzung an geregelten Wettbewerben teilnehmen konnte und die Einzelverbandstitel – selbst die in Friedenszeiten, also unter reguläreren Bedingungen gewonnenen – heutzutage nicht als offizielle Meisterschaften zählen. Bei den ebenfalls nur inoffiziellen Kriegs-Länderspielen wurden regelmäßig Spieler von CASG in der Équipe Tricolore eingesetzt.
1917 allerdings wurde ein landesweiter und verbandsübergreifender Pokalwettbewerb, die Coupe Charles Simon, eingeführt (seit 1919/20 Coupe de France genannt), und bei dessen erster Ausspielung gehörte CASG selbstverständlich zum Teilnehmerfeld. Allerdings war im Halbfinale Endstation, als man gegen den späteren Pokalsieger Olympique de Pantin mit 1:2 unterlag. Ein Jahr später, 1918/19, kam es erneut zu dieser Paarung, diesmal aber erst im Endspiel – und diesmal gewannen die „Bankiers“ nach Verlängerung mit 3:2. Den entscheidenden Treffer erzielte der zweifache Torschütze Hatzfeld, einer von drei Engländern im Siegerteam, in dem außerdem auch Nationalspieler Émilien Devic und die Brüder Devicq sich über den Gewinn des Pokals freuen konnten.

### Zwischen den Weltkriegen: Pokalgeschichte
Nach Gründung des einheitlichen Fußballverbandes FFF (1919) musste der Klub sich umbenennen, weil der Verband keine Firmenmannschaften duldete, wählte den neuen Namen aber so, dass die Abkürzung CASG erhalten blieb (siehe oben, zweiter Absatz). In Ermangelung eines landesweiten Ligabetriebes, den die FFF erst 1932 einführte, blieb der Pokal die Domäne der „Generäle“, wie sie nun wortspielend genannt wurden (généraux bedeutet im Kontext des Klubnamens eigentlich „allgemeine“). Der Titel konnte 1920 allerdings nicht verteidigt werden (Viertelfinalniederlage gegen VGA Médoc Bordeaux); auch 1922 (gegen FC Rouen) kam CASG nicht über das Viertelfinale hinaus, 1921, 1923 und 1924 beendeten sogar schon die jeweiligen Achtelfinalpartien alle Träume – aber immerhin war der Verein neben dem inzwischen gleichfalls umbenannten Sieger der allerersten Austragung, Olympique Paris, und dem Racing Club de France der einzige Verein, der in jedem einzelnen Jahr seit 1917/18 mindestens in die Runde der besten 16 Mannschaften vorgedrungen war.
Im Jahr 1925 stand der Verein wieder im Endspiel und holte sich zum zweiten Mal den Pokal. Allerdings benötigten die „Generäle“ diesmal ein Wiederholungsspiel (das erste in der langen Geschichte der Coupe de France): nachdem die erste Partie gegen den FC Rouen nach 150 Minuten immer noch 1:1 gestanden hatte, hieß es 14 Tage später 3:2 und brachte somit das gleiche Resultat wie beim ersten Pokalgewinn des Club Athlétique des Sports Généraux. Dies allerdings blieb bis in die Gegenwart (Ende 2005) der letzte große Erfolg des CASG Paris: im Pokalwettbewerb gelang ihm 1927 noch ein letztes Mal das Erreichen des Achtelfinals (1:2 gegen CA Paris), und bei Einführung des professionellen Ligabetriebes hat sich der Verein bewusst für den Amateurstatus entschieden.

### Nach dem Zweiten Weltkrieg
1951 fusionierte der Verein mit der  Union Athlétique du XVIe Arrondissement. Weit mehr als die Fußballer brillierten seither die Rugbyspieler des Vereins, die allerdings 1995 im Erstligisten Stade Français aufgegangen sind.

## Ligazugehörigkeit und Erfolge
Nach Einführung des Profifußballs (1932) spielte CASG nur noch maximal in der Division d'Honneur (höchste Amateurliga) von Paris.
- Französischer Pokalsieger: 1919, 1925

## Bekannte Spieler

### Französische Nationalspieler
Die Zahl der Länderspiele für CASG Paris und der Zeitraum dieser internationalen Einsätze sind in Klammern angegeben
- Édouard Baumann (4, 1924; Olympiateilnehmer 1924) vorher 4 weitere Länderspiele für einen anderen Verein
- Jean Boyer (3, 1920 und 1923, erzielte dabei zwei Tore; Olympiateilnehmer 1920) zwischendurch und nachher 11 weitere Länderspiele (5 Tore) für drei andere Vereine
- Juste Brouzes (1, 1914, ein Tor) danach 5 weitere Länderspiele (2 Tore) für einen anderen Verein
- André Caillet (1, 1923)
- Augustin Chantrel (7, 1930; WM-Teilnehmer 1930) vor- und nachher 8 weitere Länderspiele für einen anderen Verein
- Émilien Devic (1, 1919) vor- und nachher 8 weitere Länderspiele (2 Tore) für zwei andere Vereine
- Marcel Domergue (1, 1922) hinterher 19 weitere Länderspiele für drei andere Vereine
- Pierre Lienert (1, 1925)
- Maurice Mathieu (1, 1914) hinterher 1 weiteres Länderspiel für einen anderen Verein
- Pierre Mony (4, 1923) vorher 1 weiteres Länderspiel für einen anderen Verein

### Andere
- Pierre Allemane (Olympiateilnehmer 1900, allerdings erst ab 1910 bei CASG)